# العلاقات الرومانية السيشلية
العلاقات الرومانية السيشلية هي العلاقات الثنائية التي تجمع بين رومانيا وسيشل.

## مقارنة بين البلدين
هذه مقارنة عامة ومرجعية للدولتين:
| وجه المقارنة                                              | رومانيا                                                                               | سيشل                                                |
| --------------------------------------------------------- | ------------------------------------------------------------------------------------- | --------------------------------------------------- |
| المساحة (كم2)                                             | 238.40 ألف                                                                            | 459                                                 |
| عدد السكان (نسمة)                                         | 19.59 مليون                                                                           | 95.84 ألف                                           |
| الكثافة السكانية (ن./كم²)                                 | 82.17                                                                                 | 20.88 ألف                                           |
| العاصمة                                                   | بوخارست                                                                               | فيكتوريا                                            |
| اللغة الرسمية                                             | اللغة الرومانية                                                                       | لغة فرنسية، لغة إنجليزية، اللغة الكريولية السيشيلية |
| العملة                                                    | ليو روماني                                                                            | روبية سيشلية                                        |
| الناتج المحلي الإجمالي (بليون دولار)                      | 211.80 مليار                                                                          | 1.49 مليار                                          |
| الناتج المحلي الإجمالي (تعادل القوة الشرائية) بليون دولار | 465.56 مليار                                                                          | 2.54 مليار                                          |
| الناتج المحلي الإجمالي الاسمي للفرد دولار أمريكي          | 9.47 ألف                                                                              | 15.48 ألف                                           |
| الناتج المحلي الإجمالي للفرد دولار أمريكي                 | 23.63 ألف                                                                             | 26.42 ألف                                           |
| مؤشر التنمية البشرية                                      | 0.793                                                                                 | 0.772                                               |
| رمز المكالمات الدولي                                      | +40                                                                                   | +248                                                |
| رمز الإنترنت                                              | .ro                                                                                   | .sc                                                 |
| المنطقة الزمنية                                           | ت ع م+02:00، ت ع م+03:00، أوروبا/بوخارست ‏، توقيت شرق أوروبا، توقيت شرق أوروبا الصيفي ‏ | ت ع م+04:00                                         |

## منظمات دولية مشتركة
يشترك البلدان في عضوية مجموعة من المنظمات الدولية، منها:
| علم المنظمة | اسم المنظمة                               | تاريخ انضمام رومانيا | تاريخ انضمام سيشل |
| ----------- | ----------------------------------------- | -------------------- | ----------------- |
|             | مؤسسة التمويل الدولية                     | 23 سبتمبر 1990       | 11 يونيو 1981     |
|             | منظمة حظر الأسلحة الكيميائية              | ?                    | 29 أبريل 1997     |
|             | الأمم المتحدة                             | 14 ديسمبر 1955       | 21 سبتمبر 1976    |
|             | الاتحاد الدولي للاتصالات                  | 9 فبراير 1866        | 17 سبتمبر 1999    |
|             | منظمة الشرطة الجنائية الدولية             | ?                    | 1 سبتمبر 1977     |
|             | البنك الدولي للإنشاء والتعمير             | 15 ديسمبر 1972       | 29 سبتمبر 1980    |
|             | الاتحاد البريدي العالمي                   | ?                    | ?                 |
|             | المركز الدولي لتسوية المنازعات الاستشارية | 12 أكتوبر 1975       | 19 أبريل 1978     |
|             | وكالة ضمان الاستثمار متعدد الأطراف        | 10 سبتمبر 1992       | 15 سبتمبر 1992    |
|             | يونسكو                                    | 27 يوليو 1956        | 18 أكتوبر 1976    |
|             | الفريق المعني برصد الأرض                  | ?                    | ?                 |

## وصلات خارجية
- موقع وزارة الخارجية الرومانية